# 교육 및 공로부
교육 및 공로부(이탈리아어: Ministero dell'Istruzione e del Merito, 또는 MIM)는 국가 교육 시스템의 행정을 전담하는 이탈리아 정부 기관이다.
교육 및 공로부는 대학 및 연구부와 합병되어 교육, 대학 및 연구부를 만들기 전에 세 개의 별도 기간(1861-1929, 1944-2001, 2006-2008)에 걸쳐 활동했다.
두 부처는 2020년 1월에 다시 설립되었다.

## 같이 보기
- 교육, 대학 및 연구부
- 대학 및 연구부